# Livingstone Island
Livingstone Island är en ö i Kanada.   Den ligger i territoriet Nunavut, i den nordöstra delen av landet, 2 900 km norr om huvudstaden Ottawa. Arean är 10,8 kvadratkilometer.
Terrängen på Livingstone Island är kuperad. Öns högsta punkt är 694 meter över havet. Den sträcker sig 3,4 kilometer i nord-sydlig riktning, och 5,1 kilometer i öst-västlig riktning.
Trakten runt Livingstone Island är nära nog obefolkad, med mindre än två invånare per kvadratkilometer.